# Slingerapparaat van Vening Meinesz

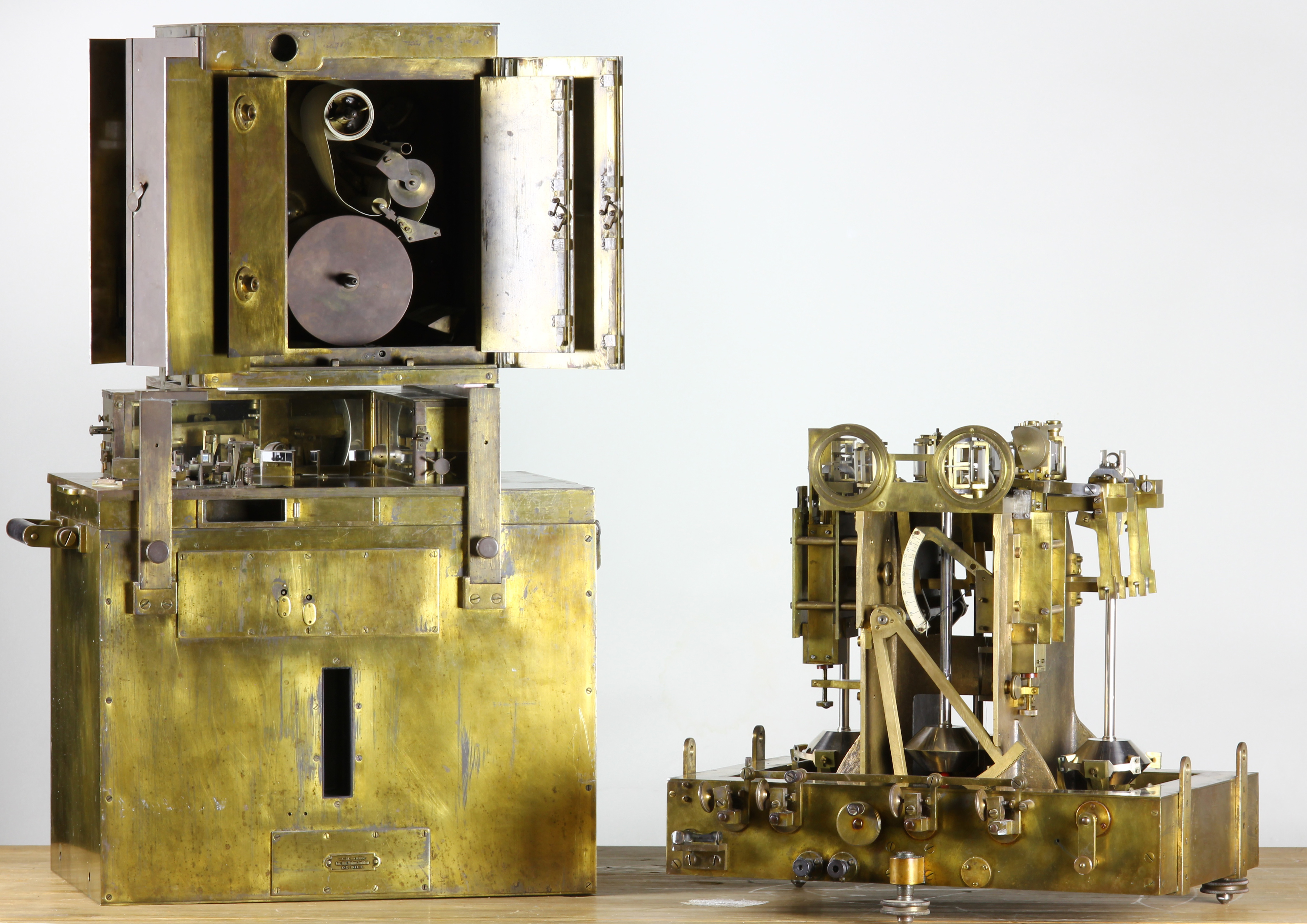
Rechts het Vening Meinesslingerapparaat ("Gouden Kalf"), links de beschermingskap met de opneemmodule

Het slingerapparaat van Vening Meinesz, oftewel het Gouden Kalf, is een gravimeter die met behulp van slingers de zwaartekracht kan bepalen. Het apparaat is ontworpen door Felix Vening Meinesz in 1923. Het Gouden Kalf werd meegenomen tijdens de wetenschappelijke expedities aan boord van onderzeeboten van de Nederlandse Koninklijke Marine om het zwaartekrachtsveld van de aarde te bepalen.
De bijnaam van het apparaat heeft te maken met de gouden kleur, maar ook met het feit dat de bemanning van de onderzeeboten bij iedere duik en meting extra gage ontving. De bemanning moest stil in de eigen kooi gaan liggen, om trillingen te voorkomen, wat voor derving van levensvreugde zorgde.
Het Gouden Kalf wordt bewaard aan de TU Delft, waar Felix Vening Meinesz buitengewoon hoogleraar in de geodesie was sinds 1939.